# دیوید برسو
دیوید دبلیو برسو (به انگلیسی: David Bercot) (متولد آوریل ۱۳، ۱۹۵۰) وکیل، نویسنده و سخنران بین‌المللی است. او کتاب‌ها و مقالات مختلفی در مورد مسیحیان اولیه و شاگردان مسیحی نوشته‌است. دو اثر مشهور او کافران حقیقی، لطفاً برخیزید و فرهنگ لغت اعتقادات اولیه مسیحیان می‌باشد. برسو یک مسیحی محافظه کار آمریکایی است و در پنسیلوانیا، ایالات متحده زندگی می‌کند. نام او مانند نام فرانسوی "Berçot" برسو تلفظ می‌شود.